# Zygogynum mackeei
Zygogynum mackeei är en tvåhjärtbladig växtart. Zygogynum mackeei ingår i släktet Zygogynum och familjen Winteraceae.

## Underarter
Arten delas in i följande underarter:
- Z. m. mackeei
- Z. m. paniense